# Wessendorfer Elven
Koordinaten: 51° 46′ 23″ N, 6° 58′ 27″ O
Das Naturschutzgebiet Wessendorfer Elven liegt auf dem Gebiet der Stadt Dorsten im Kreis Recklinghausen in Nordrhein-Westfalen. Das Gebiet erstreckt sich nördlich der Kernstadt von Dorsten und nordwestlich von Lembeck. Am nordwestlichen Rand des Gebietes verläuft die A 31 und am nordöstlichen Rand die Kreisstraße K 55.

## Bedeutung
Das etwa 77,7 ha große Gebiet wurde im Jahr 1988 unter der Schlüsselnummer RE-002 unter Naturschutz gestellt. Schutzziele sind der Erhalt und die Förderung von Wiesenbrütervorkommen.